# Vinho do Alentejo

## Vinhos do Alentejo / CVR Alentejana
A CVRA é responsável pela promoção dos Vinhos do Alentejo, no mercado nacional e em mercados-alvo internacionais.    
Os Vinhos do Alentejo visam também incentivar a responsabilidade e moderação no consumo de vinho e a contribuição na prevenção do consumo abusivo e o uso impróprio das bebidas alcoólicas.  
A Comissão Vitivinícola Regional Alentejana (CVRA) foi criada em 1989 e é um organismo de direito privado e utilidade pública que certifica, controla e protege os vinhos DOC Alentejo e os vinhos Regional Alentejano. A sua actividade é financiada através da venda dos selos de garantia que integram os contra-rótulos dos Vinhos do Alentejo.  
Todos os produtores de vinho da região que pretendem usar a Denominação de Origem Controlada (DOC Alentejo) ou a Indicação Geográfica (Regional Alentejano), têm que proceder à sua certificação junto da Comissão Vitivinícola Regional Alentejana (CVRA). 

## DOC Alentejo e Vinho Regional Alentejano

A região vitivinícola DOC Alentejo contempla oito principais sub-regiões vinícolas: Borba; Évora; Granja/ Amareleja; Moura; Redondo; Portalegre; Reguengos; Vidigueira. 
Área de vinha total (DOC Alentejo e Regional Alentejano): 21 970 ha
Área de vinha DOC: 11 763 ha (3215 Reguengos; 3423 Borba; 1896 Redondo; 1707 Vidigueira; 705 Évora; 336 Portalegre; 240 Moura e 241 Granja-Amareleja)    
O vasto e diferenciado território do Alentejo encontra-se dividido administrativamente em três distritos, Portalegre, Évora e Beja que, juntos, perfazem as fronteiras naturais do Vinho Regional Alentejano.
Apesar das diferenças regionais vincadas, apesar da multiplicidade de castas presentes nos encepamentos, apesar da evidente heterogeneidade de solos que caracteriza o Alentejo, com afloramentos dispersos de barros, xisto, granito, calhau rolado, calcários e argilas, existem inúmeros traços comuns nos vinhos da grande planície alentejana.   

## Cultura da vinha
A área de vinha no Alentejo ronda os 22 100 hectares, o que corresponde apenas a cerca de dez por cento da área dedicada à 
cultura em todo o país. Nesta região encontram-se os solos mais pobres, sendo uma cultura basicamente estreme (com excepção de algumas vinhas velhas) e além de se caracterizar por terrenos com declives suaves cuja exposição dominante é a Sul. 
Portalegre foge à regra, já que nesta região predomina a vinha em encosta. 
O início do ciclo vegetativo da videira é marcado pelo abrolhamento das castas mais precoces, nomeadamente o Fernão Pires e Castelão, o que ocorre geralmente durante o mês de Março. Desde há alguns anos que a grande maioria das vinhas alentejanas estão sujeitas a uma prática de protecção integrada, o que reduz significativamente a utilização de pesticidas, seleccionando os menos tóxicos e racionalizando ainda a sua aplicação. 
As plantações são alinhadas, mesmo nas vinhas mais velhas. O sistema de condução tradicional é a vinha baixa, de pequena a média expansão vegetativa, conduzida normalmente em "cordão bilateral " ou em "guyot duplo".

## Castas
A videira é um arbusto - uma planta trepadeira - com um ciclo de vida relativamente longo. Cada variedade natural - casta - apresenta folhagem própria, com cachos distintos no tamanho e na forma, oferecendo sabores diferenciados que dão origem a mostos diferentes e, necessariamente, a vinhos com perfis, sabores e aromas distintos. Embora os vinhos raramente cheirem ou saibam exclusivamente a uvas, as variedades de uvas de que cada vinho é feito, em extreme ou em lote, constituem a influência principal no estilo e carácter de cada vinho. Existem mais de 4000 variedades de uvas identificadas e catalogadas, apresentando-se Portugal como o segundo país do mundo com maior número de castas indígenas, variedades únicas e exclusivas do território nacional, inexistentes em qualquer outra parte do mundo. No Alentejo, para além das muitas castas autóctones que imprimem um forte carácter regional, variedades perfeitamente adaptadas à geografia e às condicionantes da paisagem alentejana, primam outras variedades forâneas, de introdução relativamente recente, castas de valor reconhecido que reforçam a liderança vitivinícola do Alentejo.
Castas obrigatórias na elaboração de produtos vitivinícolas DOC Alentejo que devem representar isoladamente ou em conjunto,
um mínimo de 75% do lote final:
- Castas tintas: Alfrocheiro; Alicante Bouschet; Aragonez; Cabernet Sauvignon; Castelão; Syrah; Touriga Nacional;

Trincadeira.
- Castas brancas: Antão Vaz; Arinto; Fernão Pires; Manteúdo, Perrum; Rabo-de-Ovelha; Síria (Roupeiro); Trincadeira das

Pratas (Tamarez).
Castas que podem ser utilizadas na elaboração de produtos vitivinícolas DOC Alentejo, e que devem representar isoladamente
ou em conjunto, até um máximo de 25% do lote afinal:
- Castas tintas: Baga; caladoc; Carignan; Cinsaut; Corropio; Grand Noir; Grenache; Tinta Grossa; Manteúdo Preto; Merlot;

Moreto; Petit Verdot; Pinot Noir; Tannat; Tinta Barroca; Tinta Caiada; Tinta Carvalha; Tinta Miúda; Tinto Cão; Touriga 
Franca; Zinfandel.
- Castas brancas: Alicante Branco; Alvarinho; Bical; Chardonnay; Chasselas; Diagalves; Encruzado; Gewurztraminer; Gouveio;

Larião; Malvasia Rei (Assario); Moscatel Graúdo; Mourisco Branco; Pinot Gris; Riesling; Sauvignon; Sémillon; Sercial; 
Tália; Verdelho; Viognier; Viosinho.   

### Castas do Alentejo
Principais castas:
| Castas Tintas                                                                                                | Castas Brancas                            |
| --- | ----------------------------------------- |
| Aragonez; Trincadeira; Castelão; Alicante Bouschet; Alfrocheiro; Touriga Nacional; Syrah; Cabernet Sauvignon | Antão Vaz; Arinto; Roupeiro; Fernão Pires |

Tintas
- Alfrocheiro: Aromas a bagas silvestres, amora e morango, resultando em vinhos equilibrados e concentrados.

- Alicante Bouschet: Aromas herbáceos e de fruta vermelha, com forte estrutura, complexidade e cor concentrada.

- Aragonês ( tinta roriz ou tempranillo): Aromas a flores, frutos silvestres e pimenta, originando vinhos encorpados e complexos.

- Castelão (periquita): Aromas a groselha, framboesa, ameixa e frutos silvestres, com estrutura vincada e capacidade de envelhecimento.

- Touriga nacional: Aromas florais (violetas) e a fruta madura (ameixa, amora, bergamota), num registo de elegância e concentração.

- Trincadeira: Aromas frutados e vegetais, originando vinhos de cor intensa e com potencial de envelhecimento.

Brancas
- Antão Vaz: Aromas a frutos tropicais e exóticos, permitindo vinhos estruturados, firmes e encorpados.

- Roupeiro: Aromas florais, a fruta tropical, citrinos, pêssego e melão. Estrutura elegante e suave.

- Arinto: Aromas de lima, limão, maçã verde e algum vegetal, resultando em vinhos frescos, de acidez vincada, com forte perfil mineral e bom potencial de guarda.

## Rota dos Vinhos do Alentejo[1]
O Alentejo é, no seu conjunto, a maior região de Portugal, ocupando cerca de 1/3 do território nacional. Limitado a Norte pelo Rio Tejo e a Sul pelo Algarve, o Alentejo caracteriza-se pela sua extensa planície. Apenas dois grandes rios o atravessam: o Sado, de Sul para Norte e o Guadiana, vindo de Espanha e marcando parte da fronteira com o país vizinho (do Caia, nos arredores de Elvas, a Monsaraz). 
No seu curso e no dos seus afluentes (Caia, Xévora, Degebe, Xarrama e Almansor), foram criadas barragens de dimensões variáveis, sendo a mais recente, e emblemática, a Barragem do Alqueva, que originou o maior lago artificial da Europa. Estas barragens têm vindo a tornar possíveis as culturas de regadio e a minimizarem o problema ancestral da escassez de água neste território.
A fixação de população neste território é antiga, sendo comprovada por inúmeros vestígios pré-históricos, entre os quais se destacam as pinturas rupestres de São Pedro do Escoural e os diversos monumentos megalíticos, constituídos por antas, menires e cromeleques que se encontram dispersos por todo o Alentejo. Os testemunhos arqueológicos documentam, igualmente, a ocupação romana, cujo legado, presente de norte a sul da região, inclui o ex-libris da cidade de Évora, o Templo de Diana, um dos mais famosos monumentos de Portugal.
É, também, no Alentejo que se encontram as principais marcas da ocupação árabe do território português, seja na toponímia de muitas das povoações, nos costumes, nas artes tradicionais (com destaque para a tapeçaria de raiz oriental), ou em manifestações de cariz cultural, tais como o canto e a poesia.
Descobrir o Alentejo, constituirá sempre um encontro com paisagens imensas e deslumbrantes, com um legado histórico vasto e monumental, com uma cultura rica e única e com um povo sereno e hospitaleiro. Naturalmente, 
será, também, uma ocasião para conhecer mais e melhor os vinhos alentejanos. O enoturismo no Alentejo revela numa viagem surpreendente e didáctica as diferentes castas e terroirs da região, 